# Taake
Taake – norweska grupa blackmetalowa. Nazwa pochodzi od starszej wersji norweskiego słowa "tåke", które oznacza mgłę.

## Historia
W roku 1993, muzyk Ulvhedin Høst stworzył grupę o nazwie Thule. Pod tą nazwą wydał dwa dema – Der Vinterstormene Raste (1993) i Omfavnet As Svarte Vinger (1994). Około 1995 roku gdy powstało kolejne demo o nazwie Mandaudsvinte Thule ewoluowało w Taake. Niedługo po tym na sklepowe półki trafił 7" minialbum pt. Koldbrann i Jesu Marg. Było to ostatnie wydane przez Taake demo.
Pierwszą płytą długogrającą było Nattestid Ser Porten Vid wydane przez Wounded Love Records w roku 1999. Głównym twórcą był Ulvhedin, lecz sesyjnie na gitarze basowej oraz perkusji zagrał Tundra. Płyta ta jest pierwszą częścią trylogii.
Następna część trylogii – Over Bjørgvin Graater Himmerik powstała w 2002. Na płycie sesyjnie wystąpili C. Corax (gitara elektryczna), Keridwen (gitara basowa) oraz Mutt (Gaahlskagg, Trelldom) na perkusji.
Ostatnia część trylogii powstała w roku 2005 wydana nakładem Dark Essence Records. Płyta zawiera siedem utworów które reprezentują 7 gór otaczających Bergen.
Gościnnie wystąpili ponadto Nattefrost (Carpathian Forest), Taipan (Orcustus) czy Nordavind (dawniej Carpathian Forest).

## Muzycy
| Obecny skład zespołu - Ørjan "Hoest" Stedjeberg - śpiew, gitara, gitara basowa, perkusja (od 1995) Byli członkowie zespołu - Haavard - gitara basowa - Bjarte Bøe Alræk - perkusja - Stieg - gitara - Svartulv - perkusja (1995-1996), śpiew (2004, 2005) - Stephanie Karen Carol "Deathanie" Allouche (zmarła) - gitara, gitara basowa, instrumenty klawiszowe (2000-2003) - Radomir Michael "Lava" Nemec - gitara, gitara basowa, śpiew (2002-2007) - Tormod "Mord" Haraldson - perkusja (2002-2006) - Jan Martin "C. Corax" Antonsen - gitara (2002-2004) - Dag Terje "Dommedag" Anderson - gitara (2007) |  | Muzycy koncertowi - Gjermund Fredheim - gitara basowa, perkusja, śpiew (1996-2002), gitara (od 2007) - Ørjan "V'gandr" Nordvik - gitara basowa (od 2007) - Adam Michael Philip Xavier "Aindiachaí" Dunlea - gitara (od 2007) - Christopher Swahn "Brodd" Zibell - perkusja (od 2014) - Frode Kilvik - gitara basowa (od 2015) - Drakhian - gitara (2001) - Jan Atle "Thurzur" Lægreid - perkusja (2007-2014) - Stian "Skagg" Lægreid - gitara (2007-2009) - Skrubb - gitara (2008-2009) - Sindre Hillesdal - gitara basowa - Ivar Bjørnson - gitara, instrumenty klawiszowe |

## Dyskografia
- Manndaudsvinter (1995, demo)
- Koldbrann i Jesu marg (1996, EP)
- Nattestid ser porten vid (1999)
- Over Bjoergvin graater himmerik (2002)
- Sadistic Attack / Nordens doedsengel (2004, split z Amok)
- The Box (2004, Box)
- Helnorsk svartmetall (2004, kompilacja)
- Hordalands doedskvad (2005)
- A Norwegian Hail to VON (2006, split z Urgehal, Amok oraz Norwegian Evil)
- Men of Eight / Lagnonector (2006, split z Vidsyn)
- Dra til Helvete / Restart the Night (2006, split z Gigantomachy)
- Nekro (2007, EP)
- Svartekunst (2008, EP)
- Taake (2008)
- Kveld (2011, EP)
- Swine of Hades (2011, split z Sigh, The Meads of Asphodel, Thus Defiled oraz Evo/Algy)
- Noregs vaapen (2011)
- Gravkamre, kroner og troner (2013, kompilacja)
- Kulde (2014, EP)[2]
- Stridens hus (2014)[3]
- Kong Vinter (2017)
- Et Hav Av Avstand (2023)

## Nagrody i wyróżnienia
| Rok  | Kategoria             | Nagroda                | Uwagi     |
| ---- | --------------------- | ---------------------- | --------- |
| 2012 | Metal (Noregs Vaapen) | Spellemannprisen, 2011 | Nominacja |